# Walther van der Hoop (Forstmeister, 1799)
Walther  van der Hoop, seit  1. März 1855 Walther Freiherr van der Hoop (* 30. Juni 1799 auf Schloss Schönfeld; † 29. Januar 1881 in Darmstadt) war Großherzoglich Hessischer Forstmeister.

## Leben
Walther van der Hoop entstammte dem aus den Niederlanden kommenden Adelsgeschlecht van der Hoop und war ein Sohn des Majors und Gutsbesitzers Adrian van der Hoop (1768–1803) und dessen Ehefrau Anna Geertruida Kolff (1769–1838). Am 1. März 1855 wurde er durch Großherzog Ludwig III. gemeinsam mit seinem Zwillingsbruder Wilhelm (1799–1857, Gutsbesitzer) in den Freiherrenstand erhoben, und zwar für sich und seine gegenwärtigen und zukünftigen Nachkommen.
Er absolvierte eine Ausbildung in der Forstwirtschaft und leitete als Forstmeister das Forstamt Jugenheim, in dessen Zuständigkeitsbereich sich 5 Oberförstereien befanden und die gesamte zu bewirtschaftende Forstfläche 36.772 Morgen (919.300 ha) groß war.
Im Juni 1858 nahm er als Vertreter Hessens an der XV. Versammlung süddeutscher Forstwirte in Frankfurt/Main teil.
Nach Beendigung des Deutschen Bruderkrieges und der Annexion des Landes Hessen durch Preußen im Jahre 1866 war van der Hoop Mitbegründer des Deutschen Roten Kreuzes an der Bergstraße.

### Auszeichnungen
- 8. April 1844 Ritter des Verdienstordens Philipps des Großmütigen[4]

### Familie
Am 26. März 1829 schloss er in Darmstadt die Ehe mit Emilie Freiin von Dörnberg (1810–1892), Tochter des Oberstjägermeisters Wilhelm von Dörnberg. Aus der Ehe sind die Kinder Konrad Friedrich (1830–1871, Major), Mathilde Marie (1831–1882, ∞ Ludwig von Baumbach) und Luise (1836–1911, ∞ Adolf Freiherr von Malapert gen. von Neufville) hervorgegangen.